# والتر إدواردز
والتر إدواردز (بالإنجليزية: Walter Edwards)‏ هو كاتب سيناريو ومخرج وممثل أمريكي، ولد في 8 يناير 1870 بميشيغان في الولايات المتحدة، وتوفي في 12 أبريل 1920 بهونولولو في الولايات المتحدة.

## وصلات خارجية
- والتر إدواردز على موقع IMDb (الإنجليزية)
- والتر إدواردز على موقع ألو سيني (الفرنسية)
- والتر إدواردز على موقع أول موفي (الإنجليزية)
- والتر إدواردز على موقع قاعدة بيانات الأفلام السويدية (السويدية)
- والتر إدواردز على موقع قاعدة بيانات الفيلم (الإنجليزية)
- والتر إدواردز على موقع كينوبويسك (الروسية)